# Berggraben (Main)
Der Berggraben ist ein etwa zwei Kilometer langer Bach im unterfränkischen Landkreis Main-Spessart in Bayern, der aus nordwestlicher Richtung kommend im Lohrer Stadtteil Rodenbach von rechts in den Main mündet.

## Verlauf
Der Bach entspringt im Lohr-Rothenfelser Maintal auf dem  Gebiet der Gemarkung Rodenbach auf einer Höhe von etwa 155 m ü. NN einer nur intermittierend wasserführenden Quelle in einer Wiese am Fuße der steilen und bewaldeten Hänge des Südöstlichen Sandsteinspessarts etwas südlich des Lohrer Stadtteiles Wombach.
Der stark begradigte Bach fließt zunächst etwa 50 m nordostwärts vom Hangfuß weg, knickt dann fast rechtwinklig nach Südosten ab und läuft danach geradlinig und begleitet von spärlichem Gehölz am steilen und bewaldeten Rande des Spessarts durch Grünland. Im Süden der Flur Bergwiese kann der nun ganzjährig wasserführende Bach sich freier entfalten.
Bei einem kleinen Sportplatz erreicht er die Ortslage von Rodenbach, unterquert bei der Katholischen Pfarrkirche St. Rochus die Staatsstraße St 2315, nimmt auf seiner rechten Seite noch ein Bächlein auf, das ihm unterirdisch verrohrt zufließt, und mündet schließlich in Rodenbach südlich des ehemaligen Dalberg-Erthal`schen Schlosses auf einer Höhe von 147,3 m ü. NN bei etwa Mainkilometer 194,1 von rechts in den aus dem Norden heranfließenden Main.